# Sleeps with Angels
Sleeps with Angels è un album del 1994 di Neil Young. Era già quasi completato quando nell'aprile di quell'anno si suicidò Kurt Cobain lasciando un biglietto che citava una canzone di Young (Hey Hey, My My). Ciò colpì profondamente Neil che tornò in studio per registrare la title track a lui dedicata, come tutto l'album.

## Descrizione
Il disco aggiorna in chiave metropolitana anni '90 le atmosfere cupe di Tonight's the Night, con tematiche introspettive e sonorità rarefatte e toccanti. Lo stile classico folk rock sembra essersi aggiornato al nuovo tormentato decennio che ha visto svilupparsi e poi morire il movimento grunge: in particolare l'album sembra essere dedicato a Kurt Cobain, defunto leader dei Nirvana. Ritornano i Crazy Horse ma Sleeps with Angels non è un lavoro prettamente elettrico anche se non mancano alcuni episodi come Piece of Crap, le distorsioni di Blue Eden e la cavalcata Change Your Mind che ricorda lo stile di Cowgirl in the Sand ed è una delle canzoni più lunghe mai scritte dall'artista. È forse l'album più importante del canadese degli anni '90. Negli Stati Uniti arrivò al #9 della classifica di Billboard, conquistando il disco d'oro. Nel Regno Unito arrivò al #2 della classifica: la migliore posizione di un album di Neil Young dai tempi di "Harvest"(1972).
I brani hanno la particolarità di richiamarsi tra di loro a livello compositivo e testuale. Ne è una prova evidente il confronto tra Western Hero e Train of Love che condividono la stessa melodia.

## Tracce
- Tutti i brani sono stati composti da Neil Young, eccetto dove indicato.

1. My Heart – 2:44
2. Prime of Life – 4:02
3. Driveby – 4:43
4. Sleeps with Angels – 2:44
5. Western Hero – 4:00
6. Change Your Mind – 14:39
7. Blue Eden (Molina/Sampedro/Talbot/Young) – 6:22
8. Safeway Cart – 6:29
9. Train of Love – 3:57
10. Trans Am – 4:07
11. Piece of Crap – 3:15
12. A Dream That Can Last – 5:27

## Formazione
- Neil Young: chitarra solista, voce, armonica, piano tack, fisarmonica, flauto,
- Frank "Poncho" Sampedro: chitarra, pianoforte, piano elettrico, tastiere, marimba, cori
- Billy Talbot: basso, vibrafono, marimba, cori
- Ralph Molina: batteria, cori